# Isoteinon
Isoteinon is een geslacht van vlinders van de familie van de dikkopjes (Hesperiidae), uit de onderfamilie van de Hesperiinae. De wetenschappelijke naam van dit geslacht is voor het eerst voorgesteld door Cajetan Freiherr von Felder en Rudolf Felder in een publicatie uit 1862.

## Soorten
- I. abjecta (Snellen, 1872)
- I. anomoeus (Plötz, 1879)
- I. bruno Evans, 1937
- I.  inornatus (Trimen, 1864)
- I. lamprospilus Felder & Felder, 1862
- I. punctulata (Butler, 1895)